# Gabriele Bosisio
Gabriele Bosisio (Milán, Italia, 6 de agosto de 1980) es un exciclista italiano. Estuvo activo desde 2004 hasta 2013. Fue ganador de la 7.ª etapa del Giro de Italia en 2008.

## Trayectoria
Debutó como profesional en el año 2004 en las filas del equipo Team Tenax.
En 2008 pasó al LPR, de categoría Continental Profesional, y ese año ganó una etapa del Giro de Italia y portó la maglia rosa de líder durante una etapa.
En 2009 fue el principal escudero de su jefe de filas Danilo Di Luca en el Giro de Italia, ayudando a Di Luca en su lucha por la general. Aunque en un principio Di Luca fue segundo en la general y ganador de la clasificación por puntos (maglia ciclamino), semanas después se conoció que Di Luca había dado positivo por CERA en dos controles antidopaje realizados durante la ronda italiana.
El 6 de octubre la UCI anunció que Bosisio también había dado positivo, en su caso por EPO recombinante y en un control sorpresa realizado el 2 de septiembre tras haberse detectado unos valores anómalos en su pasaporte biológico.
La UCI confirmó la sanción de dos años de suspensión (hasta el 5 de octubre de 2011) decidida por el CONI y añadió una sanción económica de 9625 euros.
Retornó en 2012 cuando fue fichado por el equipo Utensilnord Named.

## Palmarés
2007
- Giro de Lazio
- 1 etapa del Beijing Invitational

2008
- Giro d'Oro
- 1 etapa del Giro de Italia

2009
- 2.º en el Campeonato de Italia Contrarreloj

## Resultados en Grandes Vueltas y Campeonatos del Mundo
| Carrera         | Carrera         | 2004  | 2005 | 2006 | 2007 | 2008 | 2009 | 2010 | 2011 | 2012 | 2013 |
| --------------- | --------------- | ----- | ---- | ---- | ---- | ---- | ---- | ---- | ---- | ---- | ---- |
|                 | Giro de Italia  | 136.º | —    | —    | —    | 22.º | 27.º | —    | —    | —    | —    |
|                 | Tour de Francia | —     | —    | —    | —    | —    | —    | —    | —    | —    | —    |
|                 | Vuelta a España | —     | —    | —    | —    | —    | —    | —    | —    | —    | —    |
| Mundial en Ruta | Mundial en Ruta | —     | —    | —    | —    | Ab.  | —    | —    | —    | —    | —    |

—: no participa 
Ab.: abandono

## Equipos
- Tenax (2004-2007)
  - Tenax (2004)
  - Tenax-Nobili Rubinetterie (2005)
  - Tenax-Salmilano (2006)
  - Tenax-Menikini (2007)
- LPR Brakes (2008-2009)
  - LPR Brakes-Ballan (2008)
  - LPR Brakes-Farnese Vini (2009)
- Utensilnord (2012-2013)
  - Utensilnord Named (2012)
  - Utensilnord-Ora24.eu (2013)